# Georg Dehio
Georg Dehio (né le 22 novembre 1850 à Reval (actuellement Tallinn) dans le gouvernement (russe) d'Estonie et mort le 19 mars 1932 à Tübingen) est un historien de l'art germano-balte.

## Biographie
Georg Dehio crée en 1900 le Handbuch der deutschen Kunstgeschichte, un manuel des monuments allemands qui commence à paraître en 1905 et existe encore aujourd'hui.
Il reçoit la croix Pour le Mérite en 1924.